# Carex phaeocephala
Carex phaeocephala là một loài thực vật có hoa trong họ Cói. Loài này được Piper mô tả khoa học đầu tiên năm 1906.